# Agroiconota
Agroiconota es un género de escarabajos de la familia Chrysomelidae. El género fue descrito  por Spaeth en 1913. Es un género principalmente neotropical, con una sola especie que llega hasta el sur de los Estados Unidos.
Hay más de 20 especies en este género:
- Agroiconota atromaculata Borowiec, 2005
- Agroiconota atropunctata Borowiec, 2005
- Agroiconota aulatipennis Spaeth, 1936
- Agroiconota bivittata (Say, 1827)
- Agroiconota carlobrivioi Borowiec, 2005
- Agroiconota conflagrata (Boheman, 1855)
- Agroiconota cubana Blake, 1970
- Agroiconota gibberosa (Boheman, 1855)
- Agroiconota gibbipennis Borowiec, 2005
- Agroiconota inedita (Boheman, 1855)
- Agroiconota judaica (Fabricius, 1781)
- Agroiconota lateripunctata Spaeth, 1936
- Agroiconota paraguayana Borowiec, 2005
- Agroiconota parellina Spaeth, 1937
- Agroiconota propinqua (Boheman, 1855)
- Agroiconota pullula (Boheman, 1855)
- Agroiconota punctipennis (Boheman, 1855)
- Agroiconota reimoseri Spaeth, 1936
- Agroiconota sanareensis Borowiec, 2005
- Agroiconota sodalis Spaeth, 1936
- Agroiconota stupidula (Boheman, 1855)
- Agroiconota subtriangularis Spaeth, 1936
- Agroiconota subvittata (Boheman, 1855)
- Agroiconota tristriata (Fabricius, 1792)
- Agroiconota urbanae Buzzi, 1996
- Agroiconota vilis (Boheman, 1855)
- Agroiconota vittifera Spaeth, 1936